# Matthew Brann
Matthew Brann, Matthew "Matt" Brann föddes den 14 november 1983 i Ajax, Ontario, Kanada. Han började spela trummor redan vid 12-årsåldern. Då han började på Exeter High School började han spela i ett band som kallade sig för ”Second Opinion” (i det bandet ingick även Jason "Cone" McCaslin från Sum41) med några kompisar. De spelade tillsammans i fem år och hann med att uppträda både lokalt och utanför Toronto. När han var 19 år slutade han i bandet och gick med i ett annat, Norman. Han slutade dock efter ett år då ingen i bandet kom överens.
2002 sökte kanadensiska sångerskan Avril Lavigne medlemmar till sitt band. Matts kompis skulle provspela. Matt ringde då Avrils manager och efter samtalet flög han till New York. Han provspelade och blev trummis i Avrils band.
Bandet har spelat över hela världen. Matts bästa minne som trummis sägs vara då han spelade på MTV Icon Metallica Tribute, då gruppen uppträdde med låten "Fuel". När Matt växte upp lyssnade han mycket på Metallica, så det var en ära att få spela för dem. De satt nämligen i publiken. 